# Motorring 4
De Motorring 4 (Nederlands: Ringautosnelweg 4) is een autosnelweg in Denemarken, die de westelijke buitenring van Kopenhagen vormt. De Motorring 4 loopt van Ballerup naar Ishøj, waar de Motorring 4 aansluit op de Køge Bugt Motorvejen.
Administratief is de Motorring 4 tussen Ballerup en Knooppunt Taastrup genummerd als M4 en tussen Knooppunt Vallensbæk en Knooppunt Ishøj als M6. Het gedeelte dat samen met de Holbækmotorvejen loopt heeft het nummer M11, net als de Holbækmotorvejen. Deze nummers komen echter niet op de bewegwijzering voor. Daar wordt het nummer van de O4 of Ringvej 4, waar de Motorring 4 onderdeel van is aangegeven.

## Geschiedenis
De Motorring 4 is midden jaren 70 aangelegd. In de toekomst staat een verbreding van het gedeelte tussen Taastrup en de aansluiting met de Frederikssundmotorvejen van 4 naar 6 rijstroken gepland.